# Conducto ependimario

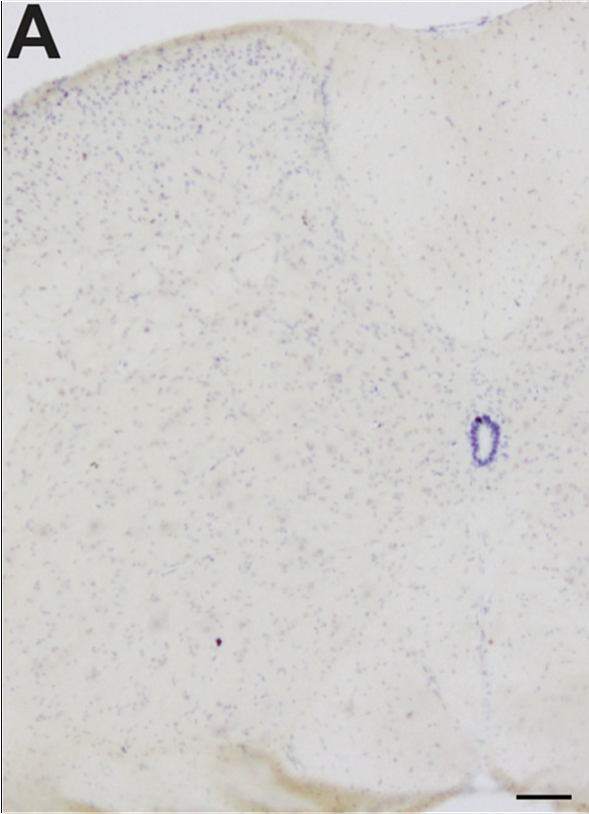
Conducto ependimario con forma de óvalo (a la derecha teñido en azul), rodeado por la Médula espinal.

Se conoce como conducto ependimario o conducto central al ventrículo de la médula espinal que contiene al líquido cefalorraquídeo. 
Las células ependimarias que recubren el canal central, poseen un potencial latente de células madre neurales.

## Anatomía
Se limita superiormente con el cuarto ventrículo del rombencéfalo y de forma inferior, en el ventrículo terminal de Krause.

Ocupa el centro de la médula espinal, ubicándose en el centro de la comisura gris dividiéndola en una comisura gris anterior y en una comisura gris posterior. 
En su trayecto su forma varía: es oval en la médula cervical, esférico en la médula torácica y triangular o en forma de T en la médula lumbar. Esta estructura representa un vestigio del desarrollo embrionario del tubo neural.

## Epéndimo

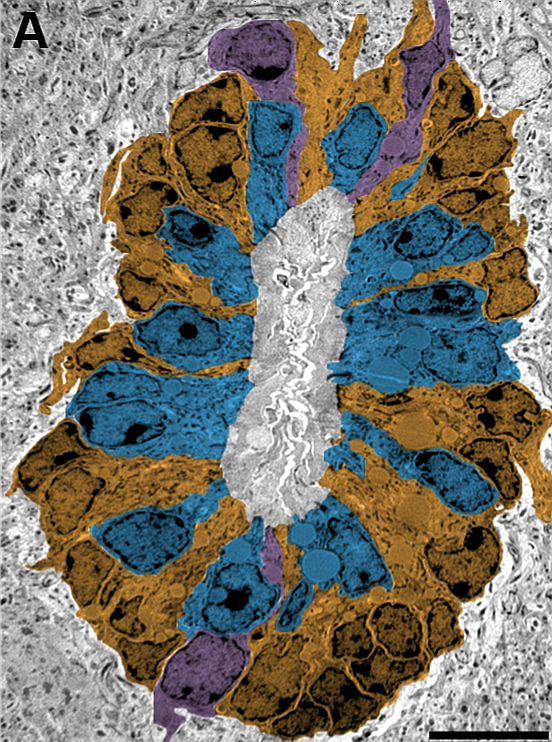
Células ependimo-gliales del Conducto ependimario: ependimarias radiales (color violeta), ependimarias cuboideas (color azul), y los tanicitos (color naranja).

Su superficie interior en contacto con el líquido cefalorraquídeo, está tapizada por células de estirpe glial llamadas células ependimarias.
La lesión de la médula espinal (LME) traumática, induce una activación generalizada y duradera de las células ependimarias reactivas. Las células ependimarias que recubren el canal central, poseen un potencial latente de células madre neurales.